# Glyptoxanthus labyrinthicus
Glyptoxanthus labyrinthicus is een krabbensoort uit de familie van de Xanthidae. De wetenschappelijke naam van de soort is voor het eerst geldig gepubliceerd in 1860 door Stimpson.